# Oxalis spiralis
Oxalis spiralis là một loài thực vật có hoa trong họ Chua me đất. Loài này được G.Don mô tả khoa học đầu tiên năm 1831.

## Hình ảnh

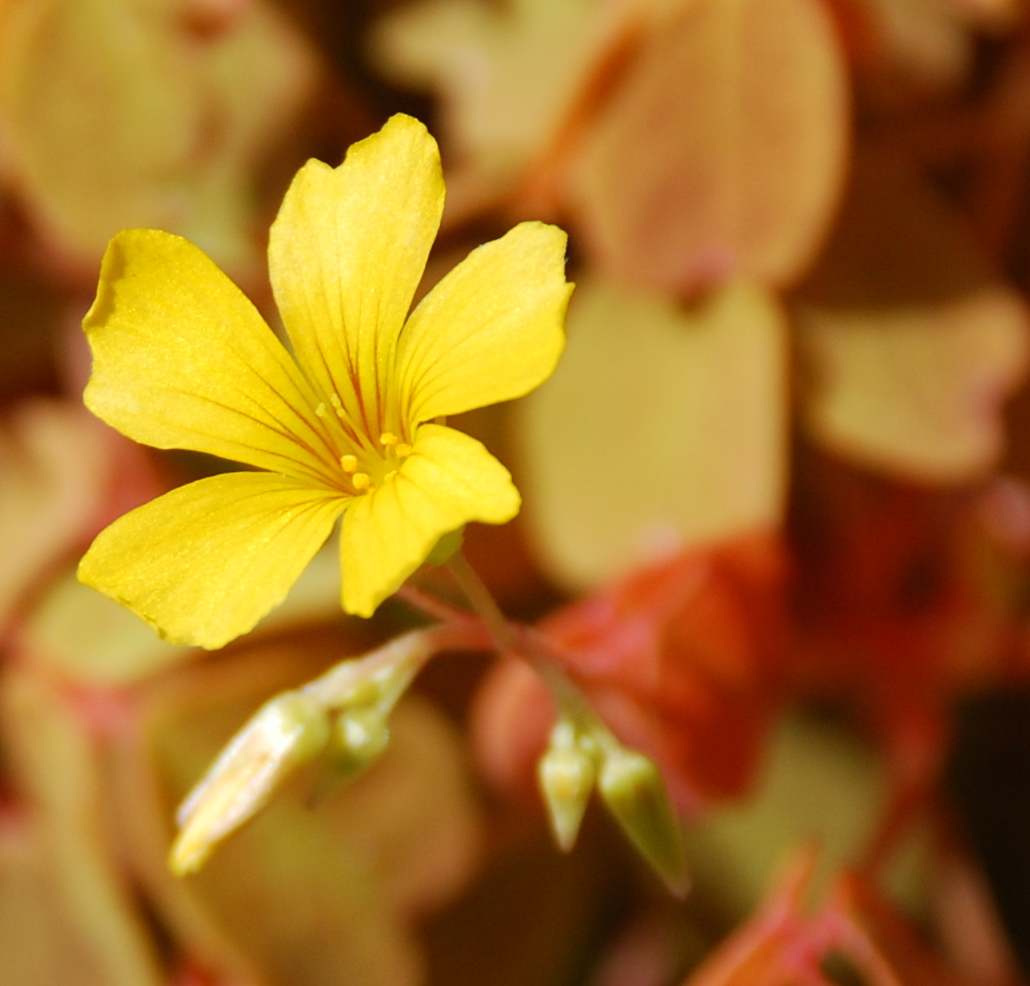
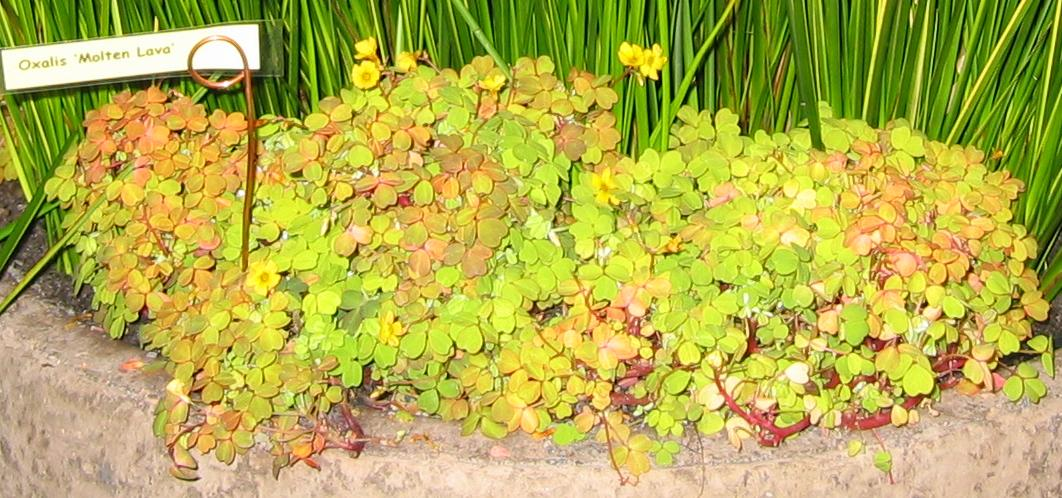